# ウォンテッドリー
ウォンテッドリー (英: Wantedly, Inc) は、東京都港区に本社を置くIT関連企業および、同社が提供する求人情報ウェブサイト。
ウォンテッドリーは自社の事業全体を総括して「ビジネスSNS」と呼ぶ。開設当初は「ソーシャルリクルーティングサービス」とも表現された。
サービスを提供するウォンテッドリー株式会社についても記述する。

## 沿革
- 2010年9月 - フューエル株式会社として設立[5][6]。Facebookを使用したマーケティングを支援する事業を行っていた[7]。
- 2011年9月 - 株式会社ウォンテッドに商号変更[5]。
- 2012年2月 - Wantedlyのサービスをスタート[5]。Facebookの個人情報を利用して[8]会社訪問マッチングを行うサービスで、創業者の仲が開発した[9][10]ものである（仲と萩原学が共同で開発したとも言われる[4]）。
- 2013年11月 - ウォンテッドリー株式会社に商号変更[5]。
- 2016年
  - 8月 - 厚生労働省から職業紹介事業の許可を得た[11]。
  - 11月 - つながり管理アプリ「Wantedly People」リリース。
- 2017年
  - 3月 - シンガポールで公式にサービス開始。
  - 9月14日 - 東京証券取引所マザーズ市場に上場[6]。
- 2020年
  - 3月 - エンゲージメント事業 第一弾「Perk」リリース。
  - 4月 - エンゲージメント事業 第二弾「Internal Story」リリース。
  - 6月 - エンゲージメント事業 第三弾「Pulse」リリース。
- 2022年
  - 4月 - 市場区分見直しに伴い東京証券取引所グロース市場に移行

## 主要人物
仲暁子 (創業者, CEO)と萩原学 (共同創業者)がウォンテッドリーの創業に関わっている。ウォンテッドリーの創業以前に、仲と萩原は同時期にゴールドマン・サックスに入社した関係にあった。萩原は2016年にウォンテッドリー取締役を辞任した。

## 評価・受容
- 2012年にFacebook App AWARDSを受賞しているほか[15]、2013年には日本の人事部「HRアワード」雇用・採用部門最優秀賞受賞[16]。
- 主にウェブ業界の求人を中心に利用されており[17]、2017年5月の時点で月間利用者数150万人を超えた[18]。
- 2016年までにディー・エヌ・エーやサイバーエージェントなどから出資を受けている[17]。
- 2017年8月、同社の上場と株式公開（IPO）を分析・批判したブログ記事に対し、記事内で利用されている仲暁子社長の写真が著作権侵害であるとしてDMCAに基づく削除依頼をGoogleやTwitterに行った[19][20]。これにより、当該ブログ記事がGoogle検索結果から表示されなくなったほか、当該記事を共有していたツイートも非表示となった[21]。一方で仲暁子の画像を掲載している他のブログ記事に対しては削除依頼が行われていない[21]ことから、DMCAを悪用して自社に不利益な記事を封じ込めようとしているのではないかとの憶測がインターネット上で広まり[21]、ウォンテッドリーはその騒動に関して謝罪した[22][23][24][25][26]。ウォンテッドリーは写真に関する著作権保護の観点以外の意図はなかったとしている[25]。
- ブロガーの山本一郎は、ウォンテッドリーは求人情報サイトであるにもかかわらず、給与や勤務時間など待遇についての掲載が一切なされていないことに疑問を示している[27]。